# طيران باتافيا
طيران باتافيا كانت شركة طيران مقرها جاكارتا ، سورابايا ، إندونيسيا . و توقفت عن الخدمة في 31 يناير 2013 ، و تقدم الشركة خدماتها لحوالي 42 وجهة محلية و 6 و جهات دولية أهمها المملكة العربية السعودية .

## الأسطول

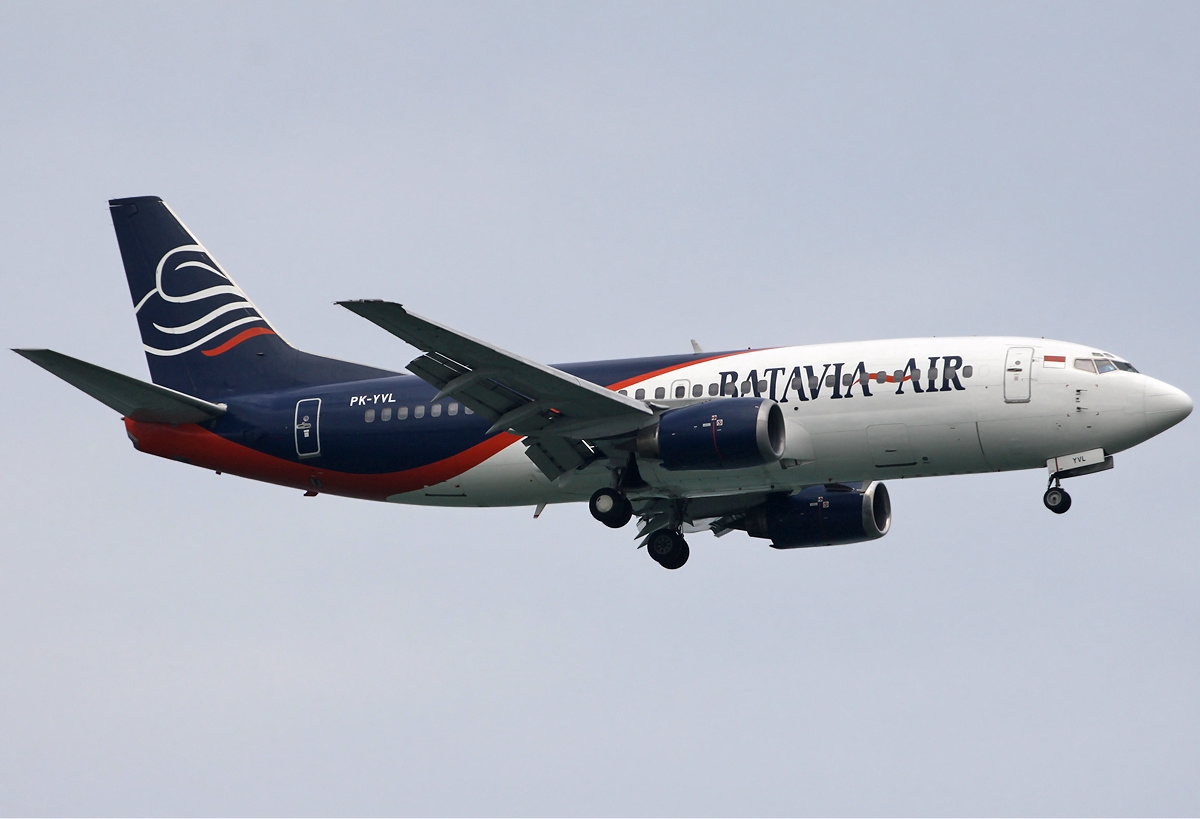
طيران بتافيا بوينغ 737-300

الأسطول اعتبارا من ديسمبر 2012 .